# Óscar Almada
Óscar Almada (* 18. Oktober 1943) ist ein ehemaliger uruguayischer Radrennfahrer.

## Sportliche Laufbahn
Almada war Teilnehmer der Olympischen Sommerspiele 1964 in Tokio. Er startete in den Wettbewerben im Bahnradsport. Im 1000-Meter-Zeitfahren wurde er beim Sieg von Patrick Sercu als 20. klassiert. Mit dem Vierer Uruguays bestritt er die Mannschaftsverfolgung. Das Team mit Óscar Almada, Rubén Etchebarne, Elio Juárez und Juan José Timón schied in der Qualifikation aus.
Im Straßenradsport war er 1964 im Etappenrennen Vuelta Ciclista de Viña del Mar in Chile erfolgreich. In seiner Heimat siegte er 1965 in der Rundfahrt Mil Millas Orientales. In der Uruguay-Rundfahrt gewann er einen Tagesabschnitt.